# Невыносимая любовь
«Невыносимая любовь» (англ. Enduring Love) — роман Иэна Макьюэна о возникшей после несчастного случая гомоэротической одержимости с религиозным подтекстом. Повествование ведётся от первого лица — мужчины, который стал объектом преследования. Роман был экранизирован в 2004 году, главную роли сыграли Дэниел Крейг и Рис Иванс.

## Сюжет
Пара среднего возраста — Джо Роуз и его жена Кларисса Мелон, устроили пикник в Чилтерн-Хилс (пригород Лондона) в день возвращения Клариссы из шестинедельной командировки. В тот момент, когда Джо взял в руку бутылку вина, они услышали мужской крик — воздушный шар с ребёнком в корзине оказался неуправляемым и двигался под порывами ветра по земле, его пилот запутался в верёвке якоря и не мог подняться. Джо побежал к шару и увидел, что с других сторон на помощь также бегут ещё несколько человек, — «мы бежали на встречу катастрофе, которая сама по себе была своеобразным горнилом, где личности и судьбы переплавлялись в новые формы». Они схватились за верёвку шара, но порыв ветра был слишком сильный, и всю группу «спасателей» подняло в воздух. В какой-то момент один из подбежавших отпустил верёвку, и за ним последовали все остальные кроме Джона Логана, который не успел. Шар продолжил подниматься, Джон сорвался и разбился о землю.
В состоянии шока, ища поддержку, Джо знакомится с одним из подбежавших — Джедом Перри, вызывает полицию и идёт к трупу. Перри следует за ним и настойчиво предлагает помолиться вместе с ним. Джо, автор научно-популярных книг, физик по образованию, рационалист, отказался. По возвращении домой Кларисса и Джо обсуждают пришествие и пытаются вернуться к нормальной жизни. Но мысли о смерти Логана преследуют Джо. Ночью звонит Перри и признаётся в любви к Джо.
На следующий день Джо начинает понимать, что за ним следят. Он догадывается, что это Перри, по мельком увиденной обуви. Джо рассказывает об этом Клариссе, но она не воспринимает Перри всерьёз. Перри начинает звонить Джо. При встрече он утверждает, что Джо играет с ним, наказывает за некий проступок, но на самом деле любит его и первый начал подавать Перри знаки. Он уверен, что своей любовью он должен привести Джо к вере, и хочет чтобы Джо переехал к нему и расстался с Клариссой. С того времени Перри начинает дежурить под окнами Джо и писать ему письма. Джо обращается в полицию, однако их не интересуют подобные дела — нет угроз или ущерба. Кларисса также не видит проблемы, она считает, что муж преувеличивает угрозу. Семейные отношения портятся, Джо и Кларисса перестают доверять друг другу.
Джо решает съездить к вдове Логана. Во время разговора Джин Логан признаётся, что её очень беспокоит, что до несчастного случая её муж был с какой-то женщиной — она нашла в его машине надушенный шарф. Джо обещает попробовать узнать об этом. Во время разговора он вспоминает, что читал о синдроме де Клерамбо. Люди, больные этим синдромом, уверены, что любимы кем-либо, как правило незнакомым, имеющим высокий статус или знаменитым, хотя они могли даже не встречаться.
Когда Джо приезжает домой, Перри как обычно его поджидает. Перри намекает, что может нанять людей, которые сделают для него что угодно. Джо собирает всю имеющуюся информацию о синдроме, выписывает наиболее агрессивные фразы из писем и подаёт жалобу в полицию. В день рождения Клариссы они с крёстным отцом Клариссы идут в ресторан. В конце ужина в зал входят неизвестные и стреляют в мужчину за соседним столом. Когда стрелок хочет выстрелить второй раз на него бросается человек, в котором Джо узнаёт Перри. Позже, анализируя ситуацию, Джо понимает, что он был целью стрелков, которые перепутали столики из-за схожего состава обедающих. Однако полиция уверена в обратном, и его показания не дают результата.
На следующий день Джо, уверенный, что ему грозит опасность, покупает пистолет за городом. Во время дороги домой ему звонит Кларисса, которой угрожает ножом Перри. В квартире Джо уговаривает Перри успокоиться, но тот решает покончить жизнь самоубийством. В решающий момент Джо выстрелил Перри в руку. Кларисса после произошедшего съехала от Джо.
Через десять дней после нападения, Джо и Кларисса собираются на пикник вместе с семьёй Логана. Джо выяснил, что в машине Логана в день происшествия была пара, которых Логан подвозил до поля, и шарфик принадлежит не любовнице Логана.
В приложении 1 книги представлены фрагмент из «Британского психиатрического обозрения» о синдроме де Клерамбо, история болезни П. и её обсуждение (из которого ясно, что Джо с Клариссой сошлись и усыновили ребёнка). В приложении 2 — письмо Дж. Перри Джо через 3 года после госпитализации, из которого ясно, что любовь Перри не угасла, и он уверен в её взаимности.

## Анализ романа
В центре «Невыносимой любви» беспокойный брак науки и литературы — брак Джо Роуза, писателя и научного журналиста, и Клариссы Мелон, исследователя творчества Китса. Джо и Кларисса представляют не только разные научные дисциплины, но и противоположные взгляды на жизнь — наука и литература, причины и эмоции. Они часто обсуждают свои разногласия, но до несчастного случая считают их не принципиальными.
Повествование в книге ведётся от первого лица, и Макьюэн даёт понять, насколько ненадёжен рассказчик: при допросе у полиции Джо говорит, что мороженое в ресторане было со вкусом яблока, хотя десятью страницами ранее он утверждал, что оно было лаймовое. Макьюэн будто указывает читателю насколько происходящее зависит от восприятия наблюдателя, и в определённой степени это является главной темой романа. «Невыносимая любовь» наполнена голосом, характером и мировоззрением повествователя. В своеобразном стиле он описывает события, демонстрируя хорошую память на детали, отстранённость и контроль эмоций, попытку анализировать происходящее с научной точки зрения. В результате описываются не только события, но и сам Джо. Первоначально голос рассказчика выполняет характеризующую функцию, не подрывая доверие читателя к рассказчику. Роман отображает неодарвинистское мировоззрение Джо.
В романе также появляется тема разрушения даже самых близких отношением под внешним давлением (тема часто присутствующая в произведениях Макьюэна). В то время как отношения Клариссы и Джо портятся, любовь Перри только крепнет. Это соотносится с названием романа «Enduring Love», что можно перевести как «выносливая, терпеливая, бессмертная, прочная любовь». Любовь Перри так прочна, потому что ей не требуется взаимность, ответ.

## Экранизации
- Испытание любовью (англ.  Enduring love) (США, реж. Роджер Мичелл, 2004). В главных ролях Дэниел Крейг (Джо), Саманта Мортон (Клэр, соответствует Клариссе в книге), Рис Иванс (Джед Перри), Хелен Маккрори (Миссис Логан).

## Русскоязычные издания
- Иэн Макьюэн. Невыносимая любовь. — Эксмо, 2013. — (Флипбук). — ISBN 978-5-699-56699-0.
- Иэн Макьюэн. Невыносимая любовь. — Эксмо, 2007. — (Интеллектуальный бестселлер). — ISBN 978-5-699-23254-3.
- Иэн Макьюэн. Пикник на руинах разума. — Эксмо, 2003. — (Мастера современной прозы от Эксмо). — ISBN 5-699-04599-6.